# Thomas Hutton (cónego)
Thomas Hutton foi um cónego de Windsor de 1485 a 1487 e sucessivamente arquidiácono de Bedford, arquidiácono de Huntingdon e arquidiácono de Lincoln.

## Carreira
Ele foi nomeado:
- Prebendário de York 1485
- Prebendário de Lincoln 1488
- Arquidiácono de Bedford 1489
- Arquidiácono de Huntingdon 1494
- Arquidiácono de Lincoln, 1494

Ele foi nomeado para a décima segunda bancada na Capela de São Jorge, Castelo de Windsor, em 1485, e manteve a posição até 1487.